# Antillesoma
Antillesoma is een geslacht in de taxonomische indeling van de Sipuncula (Pindawormen).
Het geslacht behoort tot de familie Phascolosomatidae. Antillesoma werd in 1973 beschreven door Stephen & Edmonds.

## Soort
Het geslacht omvat één soort: Antillesoma antillarum.